# Gressåmoen nationalpark
Gressåmoen nationalpark är en tidigare norsk nationalpark som låg i Snåsa kommun i Nord-Trøndelag. Den är sedan 2004 en del av Blåfjella-Skjækerfjella nationalpark.
Nationalparken inrättades 6 februari 1970 och hade en areal på 151 km². Området omfattade bergen längs gränsen till Lierne, skogar och myrområden. Enda vägen till parken går till gården Gressåmoen. Området i och runt den tidigare nationalparken är obebott, men brukas till viss del av sydsamer.
Högsta punkt är Bugvassfjell (1 009 m ö.h.) och lägsta punkt vid floden Luru (310 m ö.h.).